# Sergio Wischñevsky
Sergio Wischñevsky (Buenos Aires, 15 de octubre de 1965) es un historiador, periodista y docente universitario argentino.

## Biografía
Empezó a estudiar Psicología en la Facultad de Filosofía y Letras de la Universidad de Buenos Aires (UBA), pero más tarde se interesó en la Comunicación Social.
Se graduó como Licenciado en Historia en esa universidad.
Hizo el posgrado “Gestión de las Instituciones educativas” (FLACSO 2002) y el Master en Ciencias Sociales con especialización en Historia (Universidad de San Martín).
Entre 1997 y 2012 fue profesor en la cátedra de Historia Social General, en la Facultad de Filosofía y Letras de la Universidad de Buenos Aires (UBA).
Entre marzo de 2000 y diciembre de 2008 fue rector de la Escuela del Caminante (Buenos Aires).
Desde 2009 tiene una columna diaria como periodista e historiador en el programa radial Gente de a pie ―conducido por el fallecido Mario Wainfeld― en Radio Nacional, en la que relata diferentes momentos de la Historia, biografías, etc.
Es encargado en capacitaciones en la Secretaría de Derechos Humanos de la Nación.
Fue coconductor del programa El nombre de las cosas (en Radio Nacional).
Es columnista de Historia en el programa Científicos argentinos y Economía sin corbata (en Canal 7).
Es columnista en diversos diarios de la ciudad de Buenos Aires, como Página/12, Miradas al Sur y Crítica.
Participó en capacitaciones docentes en todo el país, organizadas por el Ministerio de Educación de la Nación.
Desde 2016 es columnista en el programa Siempre es hoy, en AM 530 Radio Madres.